# Biserica de lemn din Sândominic
Biserica de lemn din Sândominic, aflată în satul cu același nume din comuna Sândominic, județul Harghita este edificată în anul 1787. Are hramul Sfinții Arhangheli Mihail și Gavriil. Este înscrisă pe noua listă a monumentelor istorice sub codul HR-II-m-B-12962.

## Istoric și trăsături
Conscripțiile de la mijlocul secolului al XVIII-lea surprindeau un lăcaș de cult mai vechi, care, devenit necorespunzător, a fost înlocuit, în anul 1787, cu cel care dăinuie și în prezent, având hramul „Sfinții Arhangheli Mihail și Gavriil”. Biserica are un plan dreptunghiular, cu altarul nedecroșat, poligonal, cu trei laturi. Deasupra navei este o boltă semicilindrică, deasupra altarului intervenind un tavan drept, în urma unor reparații. Tot acestora le aparțin: ridicarea pereților pe un soclu de piatră, pridvorul deschis de pe latura de vest, cu pălimar în trafor și stâlpi ciopliți, ce susține o clopotniță. Scara de acces, acoperită cu polată, aduce cu imaginea unei case țărănești. Pereții sunt tencuiți, la interior și exterior.

## Imagini

Vedere laterală din sud-vest
Prispa bisericii
Uşa bisericii
Pe prispa bisericii
Latura de nord a bisericii
Absida altarului
Vedere de ansamblu din sud-est
Fereastră